# Phaeogenes austriacus
Phaeogenes austriacus là một loài tò vò trong họ Ichneumonidae.